# (36761) 2000 RW76
2000 RW76 (asteroide 36761) é um asteroide da cintura principal. Possui uma excentricidade de 0.10819230 e uma inclinação de 7.16721º.
Este asteroide foi descoberto no dia 4 de setembro de 2000 por LINEAR em Socorro.